# Hammar (film)
Hammar är en svensk film från 1992 i regi av Håkan Alexandersson och med manus av Alexandersson och Tomas Norström. Norström medverkar även som skådespelare, tillsammans med bland andra Jeanette Holmgren, Lena Strömdahl och Peter Luckhaus.

## Handling
Filmen handlar om Bror Hammar, en 35-årig man som på grund av sömnlöshet läser ofantliga mängder kiosklitteratur. Han går in för sitt intresse så till den grad att hans ser romanernas miljöer utanför sitt fönster i Midsommarkransen där han bor.

## Produktion
Inspelningen ägde rum 1991 i Midsommarkransen i Stockholm med Freddy Olsson och Lars Säfström som producenter. Fotograf var Julia Hede-Wilkens och Kjell Westling komponerade musiken. Filmen premiärvisades i januari 1992 på Göteborgs filmfestival och hade biopremiär den 21 februari samma år på biograf Fågel Blå i Stockholm. Filmen har visats i TV av Sveriges Television den 17 augusti 1996.

## Kritik
Filmen gillades inte av kritikerna.

## Rollista
- Tomas Norström – Bror Hammar
- Jeanette Holmgren	– Stella
- Lena Strömdahl – doktor Morell
- Peter Luckhaus – pastor Finn
- Anneli Martini – Kälkestad
- Krister Henriksson – Freston
- Reine Brynolfsson	– Drawe
- Carl Carlswärd – Cassel
- Torbjörn Burman – Flemming
- Mats G. Bengtsson	– Burroughs
- Karin Weywadt	– Sofiasyster
- Chris Anthony – spärrvakt, högtalarröst
- Rolf Skoglund – radioröst
- Kjell Westling – saxofonist
- Tuomo Haapala – basist
- Sune Spångberg – batterist
- Mickey Spillane – Mickey Spillane